# دن آمبویر
دن آمبویر (انگلیسی: Dan Amboyer؛ زادهٔ ۲۸ دسامبر ۱۹۸۵) یک هنرپیشه اهل ایالات متحده آمریکا است. وی از سال ۲۰۰۷ میلادی تاکنون مشغول فعالیت بوده‌است.
از فیلم‌ها یا برنامه‌های تلویزیونی که وی در آن نقش داشته است می‌توان به عاشق کوپرها باش اشاره کرد.